# 充氣床墊

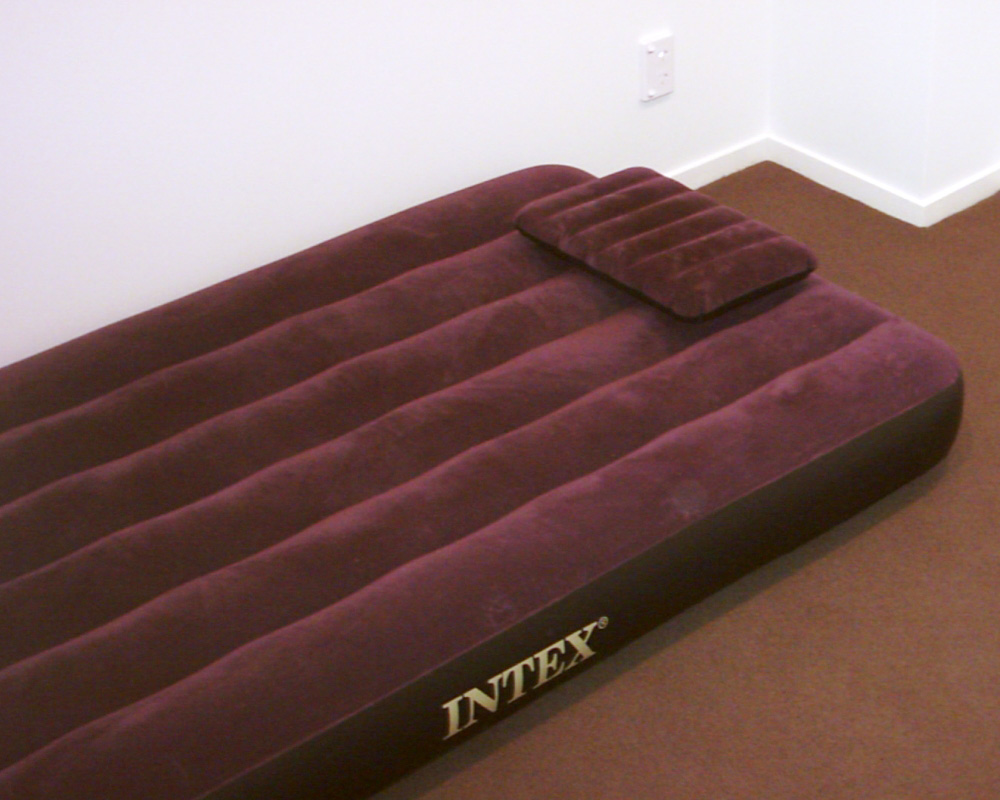
充气床垫

充气床垫簡稱氣墊，是一种可以注入空气的床垫。它一般用聚氯乙烯（PVC）材料制作。對於背部疼痛者來說，充氣床墊可以舒緩疼痛，改善生活质量。不過充氣床墊製造商如果使用劣質材料，它會釋放挥发性有机物或其他有毒化合物，这可能会危害儿童。